# RD-810
RD-810은 우크라이나가 개발중인 추력 200톤급 액체연료 우주 로켓 엔진이다. 유즈노예에서 설계하고 유즈마쉬에서 생산한다.

## 역사
우크라이나 유즈노예는 추력 85톤 RD-120의 기술을 발전시켜, 현재 추력 120톤 RD-801, 추력 200톤 RD-810을 개발했다. 생산은 유즈마쉬에서 한다. 원래 우크라이나 유즈노예 설계국은 RD-8 기술밖에 없었다. 그러나 1970년대 RD-120 개발 당시에는 같은 소련이었기 때문에, 러시아 NPO 에네르고마쉬 설계국과 긴밀한 관계였다. RD-120은 우크라이나 유즈마쉬 공장에서 최종 조립 생산했다. 2001년부터 2003년까지 개발된 RD-120 개량형은 유즈노예 유즈마쉬 에네르고마쉬 세 기관이 합동해서 개발했다. 즉 유즈노예는 RD-120의 오리지날 설계도는 소유하지 않았지만, 사실상 설계 기술이 있다.
액체산소와 등유를 사용하는 단계식 연소 사이클 엔진이다. +/- 8°로 움직이는 추력편향 노즐에 1개의 연소실로 구성되어 있다. 우크라이나가 개발중인 마야크 로켓의 1단에 사용될 계획이다.
제니트 로켓은 추력 200톤 RD-191 엔진 4개를 묶어 추력 800톤인 RD-170 엔진을 사용한다. 이것을 RD-810 4개를 묶은 RD-810M 엔진으로 교체할 수 있다.

## 인도
2005년 인도는 우크라이나로부터 RD-120의 기술이전 계약을 체결했다. 위키리크스는 설계도 구입계약이라고 폭로했다. 우크라이나 유즈노예의 추력 200톤 RD-810의 설계도가 인도에 전달되었다. 추력 200톤의 SCE-200 엔진을 개발중이며, 2019년 초도발사가 계획되었다.

## 대한민국
대한민국의 나로호가 1단에 추력 200톤 RD-191 엔진을 1개 사용했다. 소프트웨어를 조정해 추력을 170톤으로 줄여서, 엔진 이름을 RD-151이라고 불렀다. 나로호 RD-191 엔진을 러시아가 완제품 1개를 제공하기로 했다가, 돌연 계약취소를 했다. 우크라이나 유즈노예에서도 나로호 RD-191 엔진과 동일한 RD-810을 해외에 수출중인데, 한국이 RD-810을 수입하려 한다는 보도는 없었다.
반면에 한국은 나로호 엔진 도입에 실패하고서, 우크라이나 유즈노예 설계국에서 나로호 엔진 보다 한단계 기술이 낮은 가스발생기 사이클 엔진을 도입해 KARI 75톤급 로켓엔진을 개발했다.

## 같이 보기
- RD-120